# HMS Griffin (H31)
Pour les autres navires du même nom, voir HMS Griffin et NCSM Ottawa.
Le HMS Griffin (H31) est un destroyer de classe G construit pour la Royal Navy à la fin des années 1930.
Commandé le 5 mars 1934, le Griffin est mis sur cale le 20 septembre 1934 aux chantiers navals Vickers-Armstrongs de Barrow-in-Furness. Il est lancé le 15 août 1935 et mis en service le 6 juin 1936.

## Description
Le Griffin déplaçait 1 350 tonnes longues (1 370 tonnes (t)) à charge normale et 1 883 tonnes longues (1 913 t) à charge pleine. Il avait une longueur hors-tout de 98,5 m, une largeur de 10,1 m et un tirant d'eau de 3,8 m. Il était propulsé par deux turbines à vapeur à engrenages Parsons, entraînant deux arbres, qui développaient une puissance totale de 34 000 chevaux-vapeur (25 000 kW) et donnaient une vitesse maximale de 36 nœuds (67 km/h). La vapeur pour les turbines était fournie par trois chaudières à trois tambours Admiralty. Le Griffin transportait un maximum de 470 tonnes longues (480 t) de fuel, ce qui lui donnait une autonomie de 5 530 milles nautiques (10 240 km) à 15 nœuds (28 km/h). Son effectif était de 137 officiers et hommes en temps de paix, mais il était porté à 146 en temps de guerre.
Le navire était équipé de quatre canons Mark IX de 4,7 pouces (120 mm) de calibre 45  montés sur des supports simples. Pour la défense anti-aérienne (AA), le Griffin avait deux supports quadruples Mark I pour la mitrailleuse Vickers Mark III de 0,5 pouce. Il était équipé de deux supports quadruples de tubes lance-torpilles au-dessus de l'eau pour des torpilles de 21 pouces (533 mm). Un rail de grenades sous-marines et deux lanceurs étaient installés ; 20 grenades sous-marines étaient initialement transportées, mais ce nombre a été porté à 35 peu après le début de la guerre.
À partir de la mi-1940, son armement anti-aérien a été augmenté, mais on ne sait pas quand exactement les modifications ont été apportées. Le jeu arrière de tubes lance-torpilles a été remplacé par un canon anti-aérienne de 3 pouces (76,2 mm) (12 livres) et les supports quadruples Vickers de calibre .50 (12,6 mm) ont été remplacés par des canons automatiques Oerlikon de 20 millimètres (0,8 in). Deux autres canons Oerlikon ont également été ajoutés dans la superstructure avant.

## Historique
Pendant la Seconde Guerre mondiale, il participe à la campagne norvégienne d'avril à mai 1940 et à la bataille de Dakar en septembre, avant d'être transféré à la flotte méditerranéenne en novembre. Il escorte généralement les plus gros navires de la flotte méditerranéenne protégeant les convois contre les attaques de la marine italienne. Le Griffin participe à la bataille du cap Matapan en mars 1941 et aux évacuations de la Grèce et de la Crète d'avril à mai 1941. En juin, il prend part à la campagne Syrie-Liban et escorte des convois et les plus gros navires de la flotte méditerranéenne jusqu'à son transfert à la flotte orientale en mars 1942.
Le Griffin ne prend part à aucune action lors du raid japonais sur Ceylan en avril, mais escorte des convois la plupart du temps dans l'océan Indien. En juin, le destroyer retourne en Méditerranée pour escorter un convoi de Malte dans le cadre de l'opération Vigorous. À partir de novembre 1942, il est converti en destroyer d'escorte au Royaume-Uni et transféré dans la Marine royale canadienne le 1er mars 1943. Le navire, rebaptisé NCSM Ottawa, est affecté à des tâches de convoyage d'escorte dans l'Atlantique Nord jusqu'à son transfert en mai 1944 pour protéger les forces impliquées dans le débarquement de Normandie. En collaboration avec d'autres navires de guerre, l'Ottawa coule trois sous-marins allemands au large des côtes françaises : le 6 juillet 1944, les destroyers Ottawa, Kootenay et la frégate Statice coulent l'U-678 au large de Beachy Head (Sussex de l'Est) ; le 16 août, les Ottawa et Chaudière coulent l'U-621 près de La Rochelle ; deux jours plus tard, les deux navires envoient par le fond l'U-984 à l'ouest de Brest.
L'Ottawa retourne ensuite au Canada pour un long carénage du 1er octobre 1944 au 26 février 1945. Le 11 mars 1945, de retour des Bermudes, le dragueur de mines NCSM Stratford (J310) entre en collision avec le destroyer aux abords de Halifax en Nouvelle-Écosse. Le gaillard avant du Stratford subit d'importants dommages et, de ce fait, reste inactif jusqu'à ce qu'il soit désarmé le 4 janvier 1946.
Après la fin de la guerre en Europe en mai 1945, il est utilisé pour l'acheminement des troupes canadiennes rentrant au pays jusqu'à son retrait du service en octobre 1945. Le navire est vendu pour démolition en août 1946.